# قبي
قبي قرية في ناحية خربة تين نور التابعة لمنطقة حمص في محافظة حمص في سورية. تقع غرب بحيرة قطينة.